# Mancala

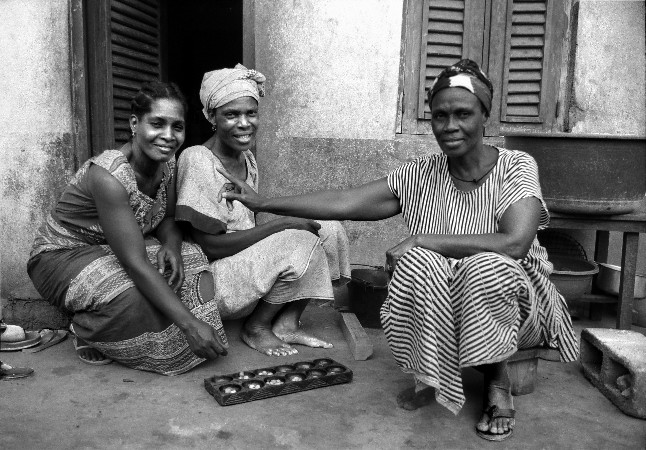
Jugadoras de mancalá

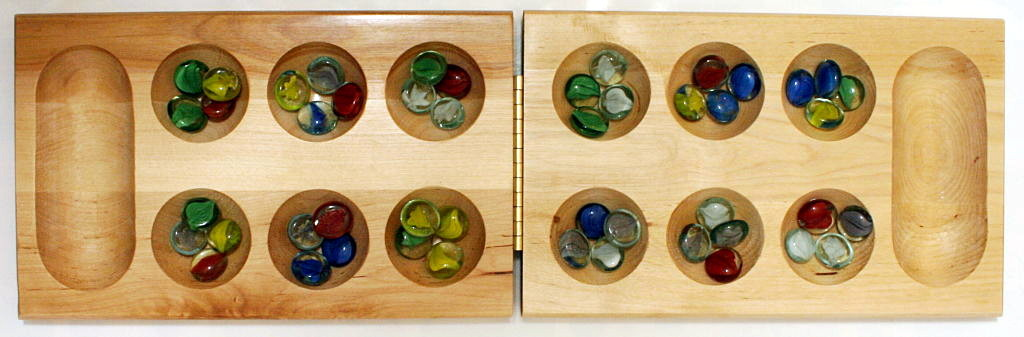
Un tablero de mancala de madera plegable.

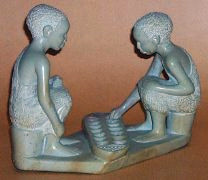
Figura de personas jugando a mancala.

Se llama mancala (o manqala, palabra árabe que significa para mover, una variante del nombre es kalaha) a una amplia familia de juegos de tablero fundamentalmente africanos y también asiáticos que comparten una serie de características comunes: el tablero con receptáculos u hoyos, las 'semillas' o fichas y el juego que se denomina siembra. La denominación kalaha puede provenir de su frecuente uso en las poblaciones del desierto kalahari.

## Historia

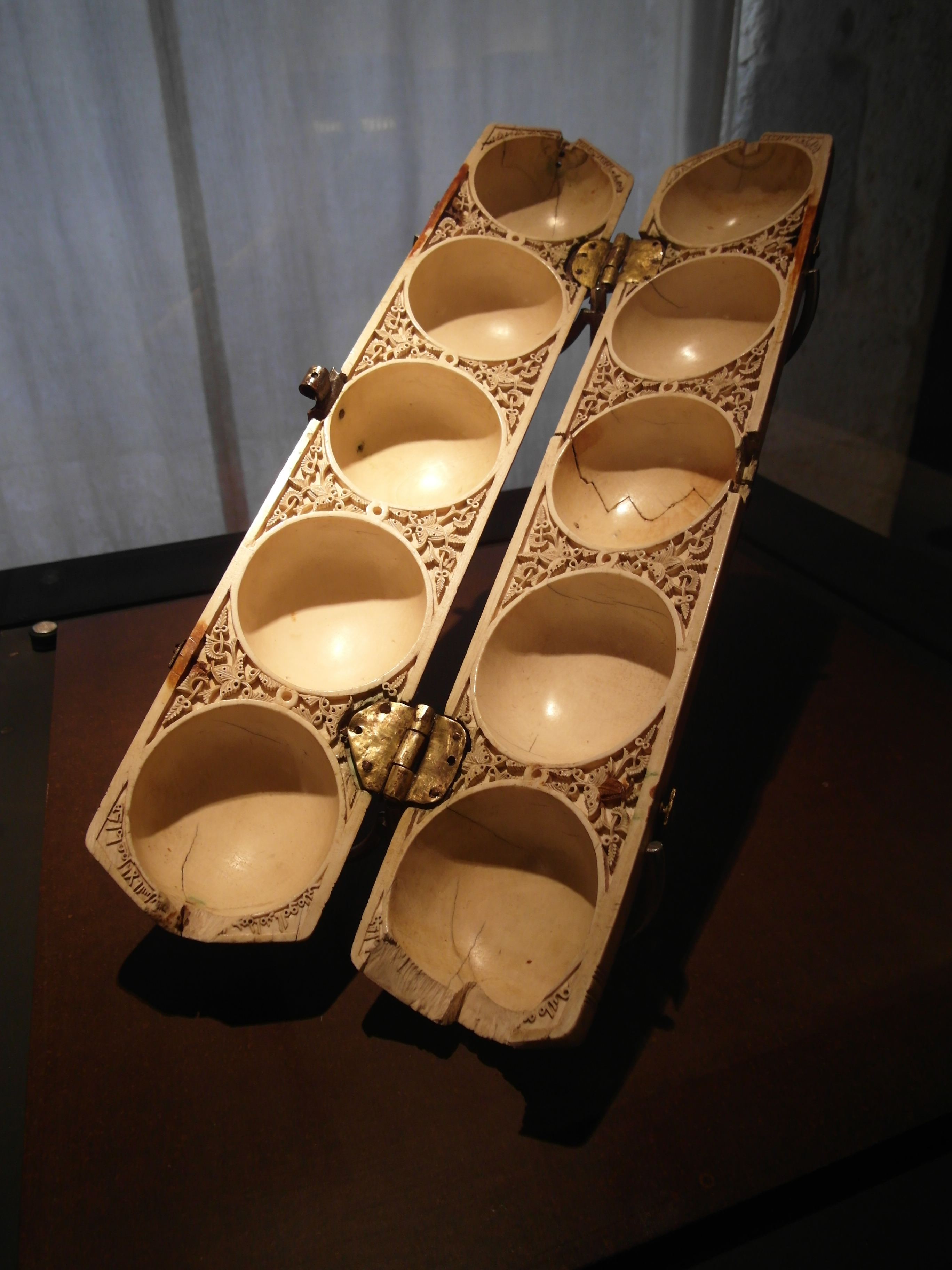
Un tablero de marfil del procedente de la España musulmana.

Evidencias del juego se descubrieron en Israel, en la ciudad de Gedera, en unas termas romanas excavadas en las que se desenterraron tableros de cerámica y cortes de roca que databan de entre el siglo II y el siglo III d. C. Entre otras evidencias tempranas del juego se encuentran fragmentos de un tablero de cerámica y varios cortes de roca encontrados en zonas del Aksumita en Matara (en Eritrea) y Yeha (en Etiopía), datadas por los arqueólogos entre el  y el siglo VII d. C.; el juego puede haber sido mencionado por Giyorgis de Segla en su texto del siglo XIV Ge'ez Misterios del Cielo y de la Tierra, donde se refiere a un juego llamado qarqis, un término utilizado en Ge'ez para referirse tanto al Gebet'a (mancala) como al Sant'araz (moderno sent'erazh, ajedrez etíope).
La mención escrita más antigua del juego data del siglo X d. C., en el "libro de canciones" ("Kitāb al-Aghānī") escrito por Abu'l-Faraj al-Isfahani.
Estos juegos existieron sobre todo en el este de Europa. En la zona del Báltico fue en su día muy popular ("Bohnenspiel"); en Bosnia, donde se llama Ban-Ban y se sigue jugando hoy en día; Serbia; y Grecia ("Mandoli", Cícladas). Dos mesas mancala de principios del siglo XVIII se encuentran en el Castillo de Weikersheim en el sur de Alemania. En Europa occidental, nunca se puso de moda, pero fue documentado por el orientalista de la Universidad de Oxford Thomas Hyde.
En Estados Unidos hay una mayor población de jugadores de mancala. En Luisiana a principios del siglo XX todavía se jugaba un juego mancala tradicional llamado Warra, y en la década de 1940 se popularizó una versión comercial llamada Kalah. En Cabo Verde, el mancala se conoce como "ouril". Se juega en las islas y fue llevado a Estados Unidos por inmigrantes caboverdianos. Hoy en día se juega en las comunidades caboverdianas de Nueva Inglaterra.
Estudios recientes sobre las reglas del mancala han permitido conocer su distribución. Esta distribución se ha relacionado con las rutas migratorias, que pueden remontarse a varios cientos de años atrás.
La variedad de juego de un ciclo habría migrado a Asia y África a través de comerciantes árabes que la llevaron hacia el este, hasta el Cercano Oriente, Asia Central y las costas del Océano Índico; y hacia el oeste a lo largo del Sahel. Paralelamente a esta expansión de la variedad de un ciclo, la variedad de dos ciclos se extendió hacia el sur a lo largo del Nilo hasta la versión de los Grandes Lagos, probablemente arrastrada por los movimientos de los pastores nilóticos que huían de la presión árabe. Posteriormente esta variedad se extendió por África Central, África Austral y África Oriental. Finalmente, los pastores masái trajeron posteriormente su versión de mancala de ciclo único desde Etiopía a Kenia y Tanzania.

## Descripción
Los componentes del juego son:
1. El tablero está compuesto por una serie de receptáculos (que pueden ser agujeros hechos en el suelo o en un bloque de madera) organizados en filas.
2. Estos receptáculos contienen una serie de piezas -48- (semillas, guijarros, canicas) indiferenciadas que son los elementos móviles del juego.
3. El movimiento básico es el que habitualmente se llama "de siembra", que consiste en tomar todas las piezas contenidas en uno de los receptáculos e irlas depositando de una en una en receptáculos consecutivos a partir del siguiente al que las contenía.

Dentro de estas características generales existen numerosas reglas que definen otros tantos juegos.

## Principios generales del juego
La mayoría de los juegos mancala comparten un modo de juego general. Los jugadores comienzan colocando un cierto número de semillas, prescrito para el juego en particular, en cada uno de los pozos del tablero de juego. Un jugador puede contar sus piedras para trazar el juego. Un turno consiste en retirar todas las semillas de un pozo, "sembrar" las semillas (colocando una en cada uno de los siguientes pozos en secuencia) y capturar en función del estado del tablero. El objetivo del juego es plantar el mayor número de semillas en el banco. Esto da lugar a la frase inglesa "count and capture" (contar y capturar) que a veces se utiliza para describir el modo de juego. Aunque los detalles difieren mucho, esta secuencia general se aplica a todos los juegos.
Si se juega en modo de captura, una vez que un jugador termina su turno en un pozo vacío en su propio lado, captura las piezas del oponente directamente al otro lado. Una vez capturado, el jugador puede poner las semillas en su propio banco. Después de la captura, el oponente pierde un turno.

### Equipo

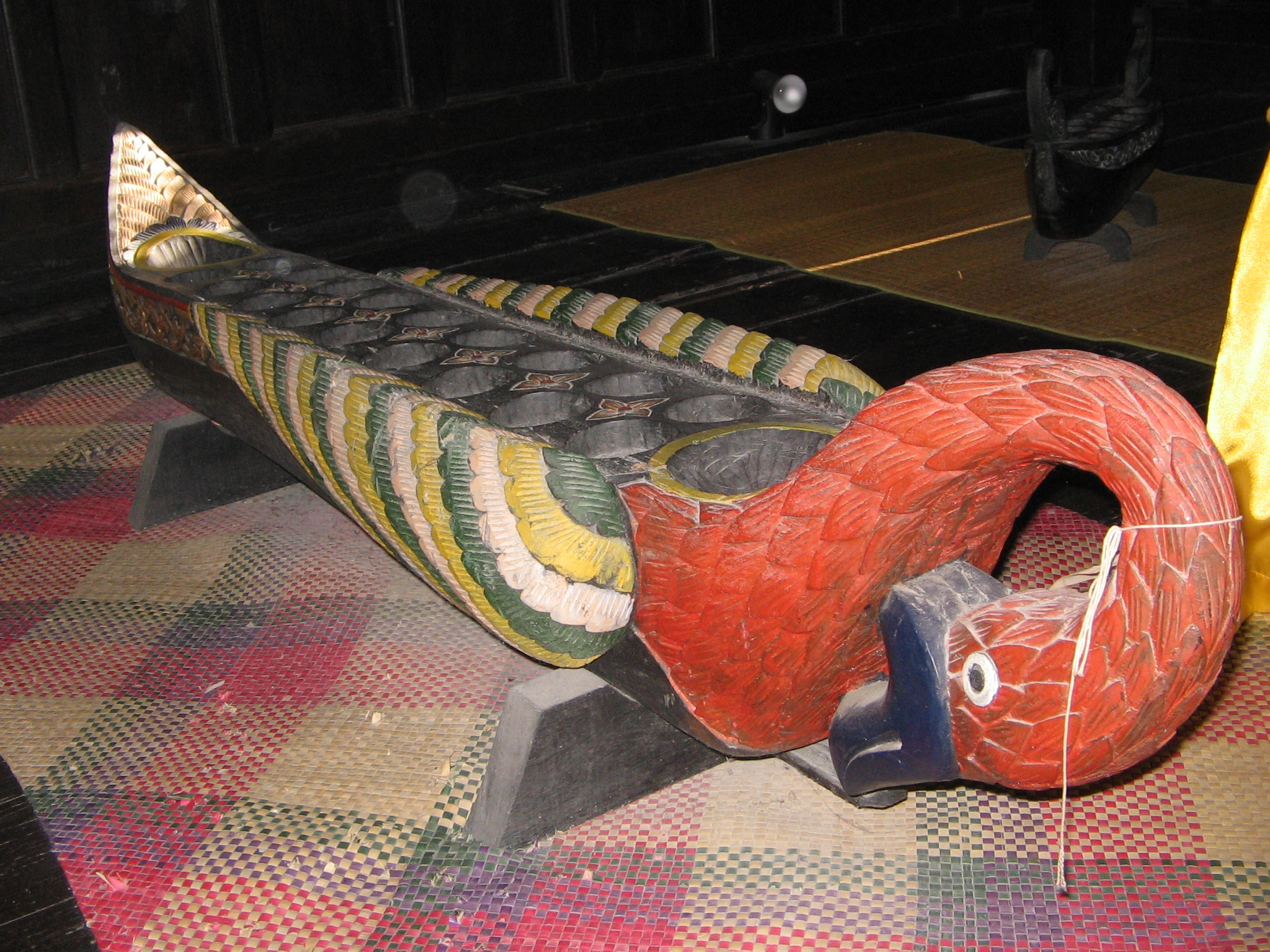
Un tablero de Congkak malayo con forma de cisne en el Museo Nacional de Malasia.

El equipo suele ser un tablero, construido con diversos materiales, con una serie de agujeros dispuestos en filas, normalmente dos o cuatro. Los materiales incluyen arcilla y otros materiales moldeables. Algunos juegos se juegan más a menudo con agujeros excavados en la tierra, o tallados en piedra. Los agujeros pueden denominarse "depresiones", "pozos" o "casas". A veces, se utilizan grandes agujeros en los extremos del tablero, llamados almacenes, para sujetar las piezas.
Las piezas de juego son semillas, judías, piedras, cowry conchas, medias canicas u otras fichas pequeñas e indiferenciadas que se colocan y se trasladan por los agujeros durante el juego.
Las configuraciones de los tableros varían entre los distintos juegos, pero también dentro de las variantes de un mismo juego; por ejemplo, Endodoi se juega en tableros de 2×6 a 2×10. El más grande es el Tchouba (Mozambique) con un tablero de 160 (4×40) agujeros que requiere 320 semillas; y el En Gehé (Tanzania), que se juega en filas más largas con hasta 50 agujeros (un total de 2×50=100) y utilizando 400 semillas. Las variantes más minimalistas son el Nano-Wari y el Micro-Wari, creados por la etnóloga búlgara Assia Popova. El tablero Nano-Wari tiene ocho semillas en sólo dos hoyos; el Micro-Wari tiene un total de cuatro semillas en cuatro hoyos.
Con un tablero de dos rangos, se considera que los jugadores suelen controlar sus respectivos lados del tablero, aunque a menudo se realizan movimientos hacia el lado del adversario. Con un tablero de cuatro filas, los jugadores controlan una fila interior y una fila exterior, y las semillas de un jugador permanecerán en estas dos filas más cercanas a menos que el adversario las capture.

### Objetivo
El objetivo de la mayoría de los juegos mancala de dos y tres filas es capturar más piedras que el adversario; en los juegos de cuatro filas, normalmente se busca dejar al adversario sin ningún movimiento legal o, a veces, capturar todas las fichas de su primera fila.
Al principio del turno de un jugador, éste selecciona un agujero con semillas que se sembrará alrededor del tablero. Esta selección suele estar limitada a los agujeros del lado del tablero del jugador actual, así como a los agujeros con un cierto número mínimo de semillas.
En un proceso conocido como siembra, todas las semillas de un agujero se dejan caer una a una en los agujeros siguientes en un movimiento que envuelve el tablero. La siembra es un nombre adecuado para esta actividad, ya que no sólo se juega tradicionalmente con semillas, sino que la colocación de semillas de una en una en diferentes agujeros refleja el acto físico de sembrar. Si la acción de sembrar se detiene después de dejar caer la última semilla, el juego se considera de una sola vuelta.
Las vueltas múltiples o la siembra por relevos es una característica frecuente de los juegos mancala, aunque no es universal. En la siembra por relevos, si la última semilla durante la siembra cae en un agujero ocupado, todo el contenido de ese agujero, incluida la última semilla sembrada, se vuelve a sembrar inmediatamente desde el agujero. El proceso suele continuar hasta que la siembra termina en un agujero vacío. Otra forma común de recibir "vueltas múltiples" es cuando la última semilla sembrada cae en su agujero designado.
Muchos juegos del subcontinente Indian utilizan "vueltas pussakanawa". Éstas son como las vueltas múltiples estándar, pero en lugar de continuar el movimiento con el contenido del último agujero lleno, el jugador continúa con el siguiente agujero. Un movimiento de vuelta pussakanawa terminará entonces cuando la vuelta termine justo antes de un agujero vacío.
Si un jugador termina su piedra con un movimiento de puntos, obtiene un "turno libre".

### Captura
Dependiendo del último agujero sembrado en una vuelta, un jugador puede capturar piedras del tablero. Los requisitos exactos para la captura, así como lo que se hace con las piedras capturadas, varían considerablemente entre los juegos. Típicamente, una captura requiere que la siembra termine en un agujero con un cierto número de piedras, que termine a través del tablero de piedras en configuraciones específicas o que aterrice en un agujero vacío adyacente a un agujero del oponente que contenga una o más piezas.

## Tipos de juegos mancala
1. Mancala de dos filas (ejemplo típico el oware, wari o agualé): en estos juegos cada una de las filas pertenece a un jugador, el movimiento de siembra pasa las semillas de una fila a otra cuando corresponde, sólo se pueden tomar semillas de un receptáculo de la fila propia para mover, se captura (de diversas maneras, según el juego en concreto), y cuando se da la condición de final de partida gana el que haya capturado al menos 25 semillas.
2. Mancala de cuatro filas (ejemplo típico el bao, bawo o omweso): en estos juegos a cada jugador pertenecen tres filas consecutivas. El movimiento de siembra mantiene las semillas en las dos filas del jugador que mueve, pero en determinadas circunstancias pueden tomarse las semillas de un receptáculo del rival y unirlas a las de un receptáculo propio. Cuando se da la condición de final de partida gana el que tenga más semillas en sus dos filas.
3. Mancala de número impar de filas: Aquí entran las versiones tanto de una fila (solitarios) como de tres.

## Características culturales

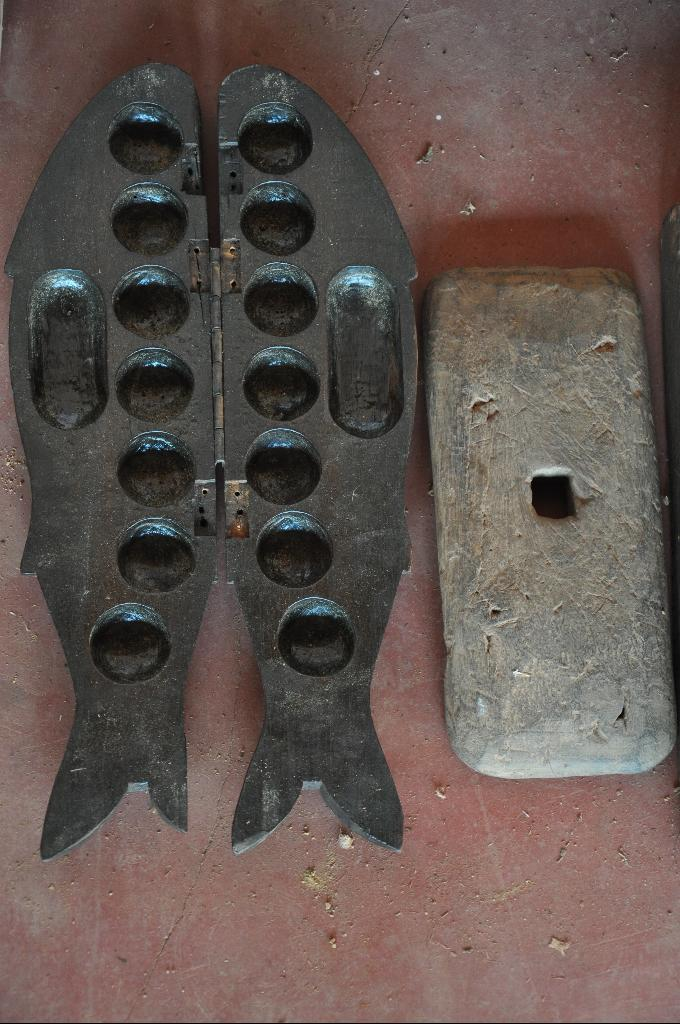
El Cenne en el suroeste del estado indio de Karnataka juega un papel central en la Epopeya de Siri.

Muchos tableros de mancala están intrincadamente tallados en madera y hoy adornan las exposiciones de los museos etnológicos de todo el mundo. Sin embargo, los niños o los pastores nómadas a menudo solo cavan huecos en el suelo. Como piezas de juego se utilizan semillas (en particular las de la judía de las Molucas Caesalpinia bonduc), conchas, bolas de excrementos (de camellos, cabras, ovejas) o guijarros. En Ghana se dice que Ntim Gyakari (1695-1701), el rey de Denkyira, estaba usando damas de oro cuando fue asesinado jugando a Oware . Desde entonces se ha dicho en África Occidental que las piedras doradas traen mala suerte.
Los significados simbólicos de los juegos mancala tradicionales son variados. A menudo se asocian con el deseo de "fertilidad", según el origen social, por ejemplo con el embarazo de mujeres y vacas, el robo de ganado, la captura de peces, el culto a la lluvia, el ciclo de siembra y cosecha, la adquisición de riqueza a través del comercio.
Los doce huecos, que tienen muchas variantes, se interpretan en algunas zonas como los doce meses o como los doce signos del zodiaco .
En Costa de Marfil, donde se llama Awele, el juego solo se jugaba durante el día. Por la noche se dejaba afuera para que jugaran los dioses. En Surinam, los afligidos por una persona muerta juegan el juego llamado Awari antes del funeral para complacer al difunto. Se creía que los Yorkas, los espíritus de los muertos, llegaban de noche para jugar y secuestrar las almas de los vivos en el reino de las sombras.
En muchas áreas de África y el Caribe, solo los hombres pueden jugar. En el sur de Asia, por otro lado, es principalmente un juego entre mujeres y niños. En Asia Central, originalmente era un juego de hombres, pero Toguz Kumalak en particular logró el estatus de deporte nacional en las repúblicas allí durante la época soviética, que también es practicado por muchas mujeres.

## Etimología de la palabra mancala
La palabra mancala (en árabe: مِنْقَلَة‎, romanizado: minqalah) es un sustantivo de herramienta derivado de una raíz árabe naqala (ن-ق-ل) que significa "mover". No existe ningún juego con el nombre de mancala; el nombre es una clasificación o tipo de juego. Esta palabra se utiliza en Siria, Líbano y Egipto pero no se aplica de forma consistente a ningún juego; se aplicaba al backgammon en el antiguo Oriente Próximo. La palabra mancala apareció por primera vez en África.

## Véase también

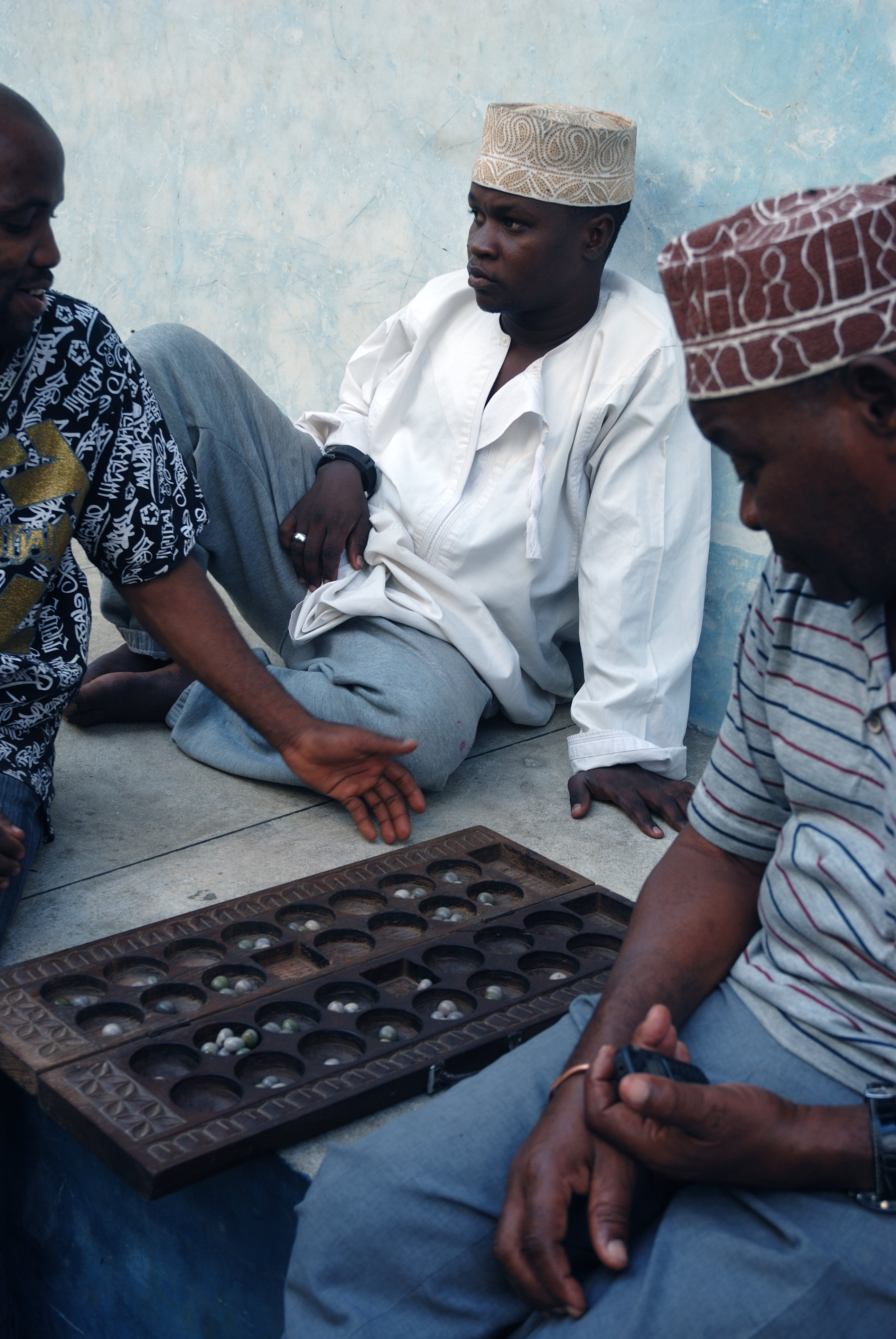
Personas jugando al Bao en Zanzíbar.